# Криптография Первой мировой войны

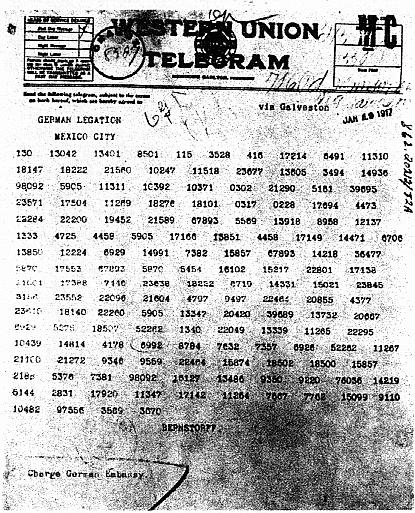
Фотокопия телеграммы Циммермана

Во время Первой мировой войны криптография и, в особенности, криптоанализ становятся одними из инструментов ведения войны. Известны факты расшифровки русских сообщений австрийцами, немецкого шифра русскими специалистами. Для перехвата радиосообщений были построены специальные подслушивающие станции, в результате работы которых (вместе с умением дешифровать немецкий шифр, использовавшийся в том числе турками) русский флот был осведомлён о составе и действиях противника. В британском адмиралтействе было создано специальное подразделение для дешифровки сообщений (известное как «комната 40», официальное название — NID25), которое за время войны расшифровало около 15 тысяч сообщений. Этот результат сыграл важную роль в сражении при Доггер-банке и Ютландской битве.
Возможно, наиболее известным результатом является расшифровка телеграммы Циммермана, подтолкнувшая США к вступлению в войну на стороне Антанты.

## Российская империя

### Армия
В русской армии в начале XX века наиболее широко использовались словарные ключи — тип шифров, в котором каждому слову из определённого специализированного словаря сопоставлялось одно или несколько кодовых чисел из трёх-пяти цифр. Ключ Военного министерства № 6 1906 года представлял собой трёхзначный многовариантный цифровой код с маскировкой и скрытым началом сообщения. Ключ Военного министерства № 7 1905 года был алфавитным трёхзначным цифровым кодом на 900 словарных величин, размещённых на 18 таблицах 5 x 10. Эти шифры использовались для передачи сообщений по телеграфу и радио.
Уже осенью 1914 года часть русских военных шифров была расшифрована австрийцами. Вскоре после этого русский шифр был изменён на новый. Началось соревнование между шифровщиками и вражескими дешифровщиками. К весне 1915 года в русских войсках полностью отказались от старой системы шифров и стали применять один из самых простых и легко взламываемый шифр Цезаря. 17 июня 1916 года в русской армии был введён новый тип шифра с 300 шифровальными группами. Однако полной секретности сообщений добиться так и не удалось.

### Флот
Русский флот, по сравнению с армией, добился намного больших успехов в шифровальной войне. Одним из самых загадочных событий Первой мировой войны является гибель немецкого крейсера «Магдебург» в Финском заливе. Существует множество свидетельств об этом эпизоде, вот одно из них. 

27 августа 1914 года в кабинет командующего Балтийским флотом адмирала Н. Эссена буквально ворвался начальник разведки контр-адмирал А. Непенин.
— У меня очень важное сообщение, Николай Оттович, — начал он свой доклад.
— Сегодня ночью на камни возле острова Оденсхольм наскочил немецкий крейсер «Магдебург». В это время в море, на оборонительной позиции Ревель-Гельсингфорс, находились наши крейсера «Новик», «Паллада» и «Богатырь». Они заметили крушение и попытались взять германца в плен. При подходе наших кораблей сопровождавший «Магдебург» миноносец развернулся и ушел полным ходом. Попытка обстрелять его к успеху не привела. Увидев наши корабли, немцы спешно подорвали свой крейсер, и он затонул на средней глубине. На остров удалось выбраться только 89-ти членам команды, остальные 100 погибли.
— А что с капитаном немецкого крейсера? — спросил Эссен.
— Фон Хабенихт жив, но находится в очень плохом состоянии, без сознания — ответил Непенин…

— Что нужно немцам в этом районе? — задумчиво произнес контр-адмирал. — Это же совершенно дикие места. Скорее всего, они хотели прорваться к Петрограду и обходили дальним краем наши минные поля. В темноте сбились с курса и наскочили на каменную гряду. Надо допросить членов команды….— Габис С.А. Тайна "Магдебурга"
Допрос членов немецкой команды дал мало результатов. Было подтверждено, что они действительно шли на северо-восток Финского залива и сели на рифы. Но дальше происходило следующее. Густав Генрих Хабенихт, увидев русские корабли, приказал потопить собственный крейсер, несмотря на возможность поднять белый флаг и сдаться в плен, что не противоречит военно-морскому уставу. В результате взрыва погибли две трети команды и был тяжело ранен сам капитан корабля. О цели рейда немецкие матросы ничего не знали. О миссии крейсера мог рассказать только капитан корабля. Он был доставлен в Петроград и содержался под строгой охраной во избежание провокаций.
Однако через несколько дней Хабенихт скончался, не приходя в себя. Для сокрытия факта изъятия кодовых книг с корабля была проведена следующая операция. Под видом Хабенихта под стражу заключили русского офицера, Ивана Ивановича Ренгартена. Офицер свободно разговаривал по-немецки и внешне был похож на капитана. Как и рассчитывало русское командование, немецкая агентура смогла связаться с мнимым Хабенихтом, который имел известную привычку заказывать немецкие газеты в шведском посольстве (разумеется, ему предоставили такую возможность). Над буквами одной из статей Ренгартен обнаружил еле видимые точки, складывающиеся во фразу: "Где книги? Если уничтожили их, сообщите так: если утопили, попросите журнал «Иллюстрированные новости», если сожгли, то «Шахматный журнал Кагана» — номер, соответствующий номеру котла на «Магдебурге». Ренгартен заказал «Шахматный журнал Кагана» № 14. В этом котле «Магдебурга» были сожжены поддельные кодовые книги и подлинные обложки в свинцовом переплете.
На следующий день к «Магдебургу» был высажен подводный десант, и достоверность слов Ренгартена была подтверждена, после чего немцы были убеждены, что кодовые книги уничтожены.
Также известна другая трактовка событий, происходивших с крейсером «Магдебург», которая приводится в статье М. Ю. Ежова. 

По воспоминаниям старшего лейтенанта И. И. Ренгартена, 29 августа водолазом был обнаружен утопленник, который крепко держал в руках сигнальную книгу… Именно этот экземпляр был передан союзникам (англичанам и французам) вместе с другими документами. В Службе связи и в штабе командующего Балтийским флотом началась работа по вскрытию военно-морского германского шифра. К середине октября 1914 г. усилиями старшего лейтенанта Ренгартена и его помощников была налажена дешифровка составленных по сигнальной книге радиограмм.— Ежов М.Ю. Один из мифов о крейсере "Магдебург"
Для перехвата германских радиосообщений в Балтийском море и в Севастополе в начале 1915 г. были построены специальные подслушивающие станции. Несколько раз немцы и турки (которые пользовались немецким шифром) меняли свой шифр, не трогая его системы, и всякий раз он был разгадан русскими дешифровщиками.
Благодаря расшифровке немецких радиограмм в Балтийском море русский флот был точно осведомлён о составе и действиях неприятельских сил. Такое же гигантское преимущество над немецким флотом получил британский флот, что во многом определило исход войны на море в первую мировую войну.

## Британская империя
С началом Первой мировой в британском Адмиралтействе было создано специальное подразделение занимавшееся дешифровкой немецких сообщений, известное как комната 40 (официальное название NID25). За всю войну это подразделение расшифровало около 15,000 германских сообщений. Расшифровка немецких сообщений сыграла важную роль в сражении при Доггер-банке и Ютландском сражении. Пожалуй наиболее важным достижением комнаты 40 была расшифровка Телеграммы Циммермана, подтолкнувшая США к вступлению в войну на стороне Антанты.
Англичане не ограничивались дешифрованием немецких сообщений, но и успешно дезинформировали противников, об этом свидетельствует следующий пример.
Осенью 1914 г. английское правительство было обеспокоено действиями немецкой эскадры под руководством вице-адмирала Максимилиана фон Шпее. У берегов Южной Америки им была разбита английская эскадра, после чего немцы прибыли в чилийский порт Вальпараисо. Здесь фон Шпее получил телеграмму из Берлина с приказом идти к Фолклендским островам и уничтожить находившуюся там английскую базу. Фон Шпее выполнил приказ, но по дороге был перехвачен английскими линкорами. В последовавшем  морском сражении немецкая эскадра была уничтожена. Ведь телеграмма, полученная вице-адмиралом и зашифрованная шифром морского министерства Германии, была отправлена английским агентом, работающим в Берлине.

## Франция
Наиболее драматическим моментом в криптографии Франции был июнь 1918 года, когда было жизненно необходимо узнать направление немецкого наступления на Париж. Жорж Панвэн сумел вскрыть немецкий шифр ADFGVX, в результате чего Париж был спасён.
Ещё одним ярким моментом в криптографии Франции является деятельность Марты Ришар. В 1913 г., в возрасте двадцати двух лет, Марте удалось получить лицензию пилота. В 1914 г. она вышла замуж за военного лётчика Анри Ришара, который погиб на фронте через год. После гибели мужа Марта пыталась стать военным лётчиком, однако в боевую авиацию допущена не была. Тогда она предложила свои услуги службе французской контрразведки, где получила псевдоним «Жаворонок», после чего была направлена в Испанию с заданием «обворожить» немецкого военного представителя в Мадриде, барона фон Крона. Операция прошла удачно. Пользуясь доверием фон Крона, Марта предоставляла французской контрразведке сведения чрезвычайной важности. В частности, ей удалось получить секретные коды немцев. Марту Ришар наградили орденом Почётного легиона лишь в 1933 г. До этого времени «моралисты» Франции обвиняли Ришар в аморальном поведении при добывании секретной информации.

## Германская империя
Kаждой немецкой дивизии был придан профессор математики, специалист по криптоанализу, поэтому немцы легко читали радиопередачи русских войск, что, в частности, обеспечило сокрушительную победу немцев над превосходящими силами русской армии в Битве при Танненберге. Впрочем, из-за недостатка криптографов, а также телефонных проводов, русские часто вели передачи по радио открытым текстом. Так или иначе, генерал Людендорф к 11 вечера имел в своём распоряжении все русские депеши за день.
В 1914 г. немцы показали возможность циничного использования криптографии с точки зрения морали. Была проведена следующая операция. На немецкую разведывательную сеть работал голландец Хугнагел, но его работа во Франции успехов не приносила. Немцы решили «подставить» своего агента французской разведке, чтобы отвлечь её силы от основных агентов. В Германии знали, что французами был дешифрован один из секретных кодов. Именно таким кодом был снабжен Хугнагел. В результате голландец был арестован, но основные агенты получили возможность благополучно покинуть Францию.

## Румыния
В начале войны Румыния симпатизировала Антанте, но все же сохраняла нейтралитет. В Бухаресте находились посольства обеих конфликтующих сторон, там же активно работали их разведки. В октябре 1914 г. у графа фон Чернина, посланника Австро-Венгрии в Бухаресте был похищен портфель, в котором помимо документов находился дипломатический шифр. Вскоре после возвращения портфеля Чернин попросил императора Франца Иосифа удовлетворить своё прошение об отставке, но последний отказался. Впоследствии было обнаружено, что шифры были сфотографированы, и румыны приступили к активной дешифровке дипломатических посланий Австро-Венгрии. Чернин описывает этот инцидент следующим образом. 

Шпионаж и контршпионаж, конечно, процветали за эту войну. В Румынии им особенно упорно занимались русские. В октябре 1914 г. разыгрался весьма печальный для меня инцидент. Я ехал в автомобиле из Бухареста в Синайю и моя васиза (среднее между папкой и портфелем — авт.), полная документов политического значения, не была, по ошибке моего слуги, положена внутри автомобиля, а привязана сзади. По дороге она была отрезана и украдена. Я немедленно приложил все старания вернуть её, но это удалось мне только спустя приблизительно три недели и стоило больших денег. Её нашли в амбаре одного крестьянина и из неё, по-видимому, не пропало ничего, кроме папирос. Но после занятия Бухареста нашими войсками, в квартире Братиану были найдены копии и фотографические снимки всех моих бумаг. Сейчас же после утери васизы я предложил уйти в отставку, но император отклонил мою просьбу.— Чернин О. В дни мировой войны. Воспоминания бывшего австрийского министра иностранных дел